# Società Sportiva Turris Calcio
La Società Sportiva Turris Calcio S.r.l., meglio nota come Turris, è stata una società calcistica italiana con sede nella città di Torre del Greco, nella città metropolitana di Napoli.
Fondata nel 1944, nella sua storia contava una lunga militanza nei campionati professionistici, degna di nota è la serie storica consecutiva di 31 stagioni a partire dalla stagione 1970-1971 fino al campionato 2000-2001 (oscillando tra Serie C/C1 e C2). 
Il colore sociale del sodalizio erano il rosso corallo. La squadra disputava le gare interne allo stadio Amerigo Liguori.

## Storia

### Dalle origini agli anni '50
Il 10 settembre 1944, grazie ad alcuni soci, nacque la Turris dalle ceneri della U.S. Torrese, sorta nel 1920 e sparita con la seconda guerra mondiale che vanta diverse stagioni nel campionato di Seconda Divisione, vincendolo nella stagione 1931/32. Al Gran Caffè Palumbo all'interno della Villa Comunale si incontrarono Francesco Coscia, Raffaele Carbone, Amerigo Liguori (futuro sindaco della città a cui in seguito fu dedicato lo stadio) e l'arbitro Aniello Mazza per concretizzare la nascita della Turris, che venne iscritta il 9 dicembre come Società Polisportiva Turris al campionato di Prima Divisione.
Il primo organigramma societario della Turris era composto da: Amerigo Liguori come presidente, dai Vicepresidenti Raffaele Carbone e Ciccio Ausiello dal segretario Aniello Lullo, dal vicesegretario Francesco Coscia, dal Direttore Sportivo Luigi Gentile, dal Cassiere Antonio Coppa e dai consiglieri Vincenzo Malvone, Vincenzo Nocito, Ettore Palomba, Filippo Raiola, Pasquale Romito, Eduardo Russo e Giuseppe Sorrentino. La panchina, invece, veniva gestita da Giovanni Del Gatto e Pasquale Suarato. Al termine della stagione, la squadra venne ripescata in Serie C.
Nella stagione successiva la Turris si classificò al secondo posto nel proprio girone di Serie C, ma terza in quello finale, mancando così la promozione.
Nella stagione 1947-1948, la panchina fu affidata a Renato Vignolini e la squadra ottenne il terzo posto. Nella stagione successiva la panchina venne affidata a Giacomo Busiello, e la squadra terminò al sesto posto.
Il 12 novembre 1950 fu inaugurato, dall'onorevole Leopoldo Rubinacci, lo stadio comunale il quale, nel 1952 verrà intitolato ad Amerigo Liguori, che fu anche presidente del club.
Nel 1951 il presidente Amerigo Liguori morì a seguito di un infarto, fu succeduto da Giovanni Apa, e nella stagione 1951-1952, la squadra ottenne una promozione in IV Serie.
Nella stagione 1951-1952 come allenatore vi fu Arnaldo Sentimenti e la squadra ottenne il quinto posto nella IV Serie. Ottenne lo stesso piazzamento nel campionato successivo, mentre nella stagione 1955-1956 la squadra retrocesse in Promozione.
Nella stagione calcistica 1958-1959 la Turris patì una grave crisi societaria in conseguenza delle dimissioni del presidente Francesco "Ciccio" Ausiello, rendendo così necessaria l'assunzione della carica di commissario straordinario da parte del sindaco Bartolomeo Mazza per garantire l'iscrizione della squadra al campionato. In una calorosa assemblea dei soci, convocata per salvare la compagine corallina, fu scelto come presidente Renato Auciello; di lì a poco il club si risolleverà, anche grazie ai contributi economici ricevuti dal Comune e da parte di cittadini torresi emigrati negli Stati Uniti d’America. Anche la stagione 1959-1960 comincia con una cambio ai vertici: Auciello passerà il testimone al Cav. Vincenzo Morelli, al cui mandato seguirà, poi, la gestione di Gennaro Serio.

### Dagli anni '60 con la riconquista della Serie C e la Serie B sfiorata

Formazione corallina della stagione 1969-1970

La squadra rimase per diverse stagioni in Prima Categoria, fino al 1966-1967, quando ottenne un ripescaggio in Serie D.
Nella stagione 1969-1970 si piazzò prima nel proprio girone di Serie D, ma in seguito a tre punti di penalizzazione, dovuto ad un illecito sportivo, non venne promossa. Promozione che giunse l'anno successivo: La Turris tornò quindi in Serie C e nella stagione 1972-1973 si classificò terza.

Formazione corallina della stagione 1976-1977

Nella stagione 1978-1979 la squadra partecipò al primo torneo della neonata Serie C1. La stagione seguente è invece quella della retrocessione in Serie C2. Il club rimase in tale categoria per 13 stagioni consecutive, fino al 1994 dove fu ripescata in Serie C1.

### Gli anni '90 tra Serie C1 e Serie C2
Nei primi anni novanta la Turris militò in Serie C2, classificandosi sempre a metà classifica nelle prime quattro stagioni. Tuttavia nella stagione 1993-1994 si piazzò seconda, dietro al Trapani. Perse la finale dei play-off contro il Sora, giocata a Perugia, ma venne comunque ripescata in Serie C1 per il fallimento del Potenza che sparì dal calcio professionistico.
Al primo campionato in terza serie i corallini terminarono la stagione al sedicesimo posto perdendo le finali play-out contro il Casarano. In estate tuttavia ottennero un ripescaggio. La stagione seguente si sviluppò sulla falsariga di quella appena conclusa e dopo un sedicesimo posto in regular season, i play-out, persi contro il Trapani, sancirono la retrocessione in Serie C2.
La stagione 1996-1997, nonostante un inizio non molto positivo, vide la Turris classificarsi terza arrivando quindi a dover disputare i play-off per il salto di categoria. Il Catania fu superato in semifinale grazie ad un pareggio a reti inviolate all'andata giocata in Sicilia e a una vittoria di misura maturata nella gara di ritorno giocata allo Stadio Partenio di Avellino. La finale si giocò il 15 giugno 1997 nel medesimo stadio, contro il Benevento. La Turris riuscì ad imporsi per 2-0 tornando così in Serie C1 a distanza di un anno.
La stagione successiva, 1997-1998, non si aprì in modo favorevole, perché cominciò col derby contro il Savoia che si concluse con la vittoria degli oplontini. Ne seguirono altri risultati non positivi che costrinsero i corallini a disputare ancora una volta i play out, questa volta contro la Lodigiani; la disputa vide imporsi la compagine romana con un doppio 2-1 che costrinse i campani ad una nuova retrocessione in quarta serie.
La stagione 1998-1999 si concluse con i corallini al quinto posto, e quindi qualificatisi ai play-off. L'avversario fu il Messina che prevalse nel doppio confronto dopo un 1-1 all'andata giocata in Campania ed una vittoria di misura ottenuta al ritorno in terra sicula. Nella stagione seguente, la Turris si classifica sedicesima, arrivando così a dover giocarsi la permanenza della categoria ai play out. L'avversario di turno fu il Nardò, battuto grazie ad una vittoria per 2-1 nel match di andata e ad un pareggio per 2-2 nella partita di ritorno.

### Dalla stagione 2000-2001 e la caduta in Serie D
Nella stagione 2000-2001 i corallini persero i play out contro il Tricase retrocedendo in Serie D. Nella stagione seguente, sotto la presidenza di Domenico Pesce, si classificano clamorosamente all'ultimo posto retrocedendo in Eccellenza dopo 30 anni di permanenza consecutivi nei campionati professionistici. La stagione successiva andò ancora peggio: la Turris retrocesse in Promozione ed infine fallì.
La rinascita avvenne nel 2003-2004, quando un gruppo di imprenditori locali  capitanato dal compianto Giovanni Maranello, acquistarono il titolo sportivo di Eccellenza del Gaudianum (della città di Qualiano) iscrivendo la squadra al campionato con la nuova denominazione Gaudianum Torrese. La stagione si concluse al terzo posto dietro Acerrana ed Ischia. In estate la presidenza acquisì mediante fusione il titolo di Serie D dell'Ercolanese, e a tale operazione seguì un nuovo cambio di nome: ritornò la Turris.
Le successive due stagioni del club furono tranquille, mentre nella stagione 2006-2007, alla fine del girone di andata, la Turris si ritrovò al 15º posto, ma a gennaio 2007 la società venne acquistata dal commerciante Cirillo, e con il passaggio di proprietà si ebbe anche una svolta a livello agonistico, giacché la squadra corallina passò dal 15º all'8º posto finale, sfiorando i play-off promozione.
La stagione 2007-2008 partì con buoni propositi: nel girone d'andata la Turris fu quinta, ma in quello di ritorno si registrò un declino che condusse i corallini all'8º posto sotto la guida prima di La Scala, poi di Merolla e infine di Urban.
Nella stagione 2008-2009 la Turris venne acquistata dal commerciante Rosario Gaglione che assunse come tecnico Sergio La Cava. In campionato non partì molto bene ma pian piano la squadra cominciò a risalire la china.
Al termine del torneo si piazzò al 5º posto assieme all'Ischia a 53 punti. Si sarebbe dovuto giocare uno spareggio in campo neutro per decidere chi avrebbe disputato i play-off. Ma tre giorni prima della partita la FIGC restituì all'Ischia il punto di penalizzazione che le aveva precedentemente attribuito per irregolarità finanziarie. Lo spareggio allora non si giocò e la Turris restò pertanto fuori dai play off.
La stagione 2009-2010 si chiuse invece con un tranquillo 11º posto, concludendo il torneo con la peggior difesa ma la migliore coppia d'attacco della Serie D grazie alle reti di Giulio Russo (23 gol) e Giovanni Longobardi (16 gol).

### Dal 2010 al 2017 con alti e bassi in Serie D
Nella stagione 2010-2011 la Turris si classificò al quinto posto al termine del campionato, qualificandosi ai play off del proprio girone, entrandovi direttamente dalle semifinali nazionali in qualità di finalista della Coppa Italia di Serie D (persa per 1-0 contro il Perugia, vincitore del proprio girone e quindi già promosso in Lega Pro Seconda Divisione).
La Turris eliminò in semifinale il SandonàJesolo pareggiando 2-2 in Veneto e 0-0 a Torre del Greco ma fu poi sconfitta in finale dal Rimini 3-1 ai tiri di rigore (0-0 al 90').
La stagione 2011-2012 si concluse invece con un 6º posto finale senza acuti, con la squadra corallina che tentò di raggiungere il 5º posto valido per la disputa dei play off di categoria persi all'ultima giornata a causa di un pareggio contro il club di Francavilla sul Sinni.
Il 3 luglio 2012 il titolo sportivo del Neapolis Mugnano del presidente Mario Moxedano venne portato a Torre del Greco (con il conseguente spostamento del titolo F.C. Turris 1944 A.S.D. a Nola) e la squadra il 12 luglio 2012 si iscrisse al campionato di Serie D 2012-2013 con il nome di Torre Neapolis. La stagione 2012-13 vide la Turris lottare per il vertice per gran parte del campionato, giocandosi da seconda in classifica la possibilità di scavalcare la Torres capolista. In un "Liguori" con un discreto seguito di corallini, il match si concluse con la vittoria per 2-0 dei sardi, sicché la Turris fu costretta al secondo posto. Tutt'altra storia capitò in Coppa Italia, i corallini dopo una cavalcata trionfale arrivarono alla finale per il titolo del 19 maggio allo Stadio Renato Curi di Perugia dove gli uomini di Mr. Fabiano superarono per 3-1 il Delta Porto Tolle aggiudicandosi la Coppa Italia di Serie D, con le reti di Vitale, Gasparini e Salvati. Grazie al risultato conseguito, la squadra di Torre del Greco si qualificò per le semifinali play off, dove però fu sconfitta ed eliminata dalla Casertana.
All'inizio della stagione 2013-2014 la società fu rinominata F.C. Turris Neapolis 1944 in attesa del ritorno del classico nome di "FC Turris 1944" per il quale bisognava attendere, da regolamento ancora un anno.
Di fatto il cambio di denominazione non avvenne mai, poiché al termine della stagione regolare chiusa al terzo posto, e dopo essere stati eliminati al primo turno dei play off, il presidente Mario Moxedano, decise di non continuare la sua avventura a Torre del Greco, riportando il titolo a Mugnano, rifondando il Football Club Neapolis.
Nella stagione 2014-2015 si rischiò di non vedere iscritta la Turris a nessun campionato. Il nuovo presidente Giuseppe Giugliano ed il direttore sportivo (nonché ex calciatore della stessa Turris) Francesco Vitaglione e Vincenzo  Calce andarono alla ricerca di un titolo sportivo disponibile per iscrivere la squadra in Serie D. Visti i tempi ristretti e la indisponibilità di titoli acquisibili, purtroppo ciò non avvenne. Non restò quindi che optare per un titolo di categoria inferiore, l'Eccellenza. Inizialmente sembrò chiuso l'accordo con il Sant'Agnello che invece non si concretizzò per problemi burocratici, ma in seguito si accordò in extremis per il titolo del Miano. Per le norme federali i termini per il cambio di denominazione erano ormai scaduti e così, nonostante la società utilizzasse il marchio "Turris", risulta ufficialmente iscritta al campionato di Eccellenza Campania con la denominazione A.S.D. Miano. Il 12 aprile 2015, al termine di un'estenuante testa a testa con la Sessana, vince il campionato regionale con una giornata di anticipo, ritornando nella quarta serie nazionale dopo un anno.
Nel luglio 2015 la società si fonde con la "Pietro Abbate", riportando dunque la sede sociale a Torre del Greco e acquisendo la denominazione di "AP Turris Calcio ASD", in richiamo alla storica Polisportiva Turris degli anni settanta.. L'obiettivo è un campionato di assestamento nella nuova Serie D, dopo la promozione dell'anno precedente. La stagione termina con la squadra corallina che conquista la salvezza all'ultima gara di campionato grazie al pareggio con il Picerno per 2-2.
Nella stagione 2016-2017 la squadra chiude ottava in campionato, dopo una stagione molto deludente rispetto alle previsioni sancisce la fine della presidenza di Giuseppe Giugliano.

### La gestione Colantonio e il ritorno nei professionisti
Nel mese di luglio il sodalizio cambia denominazione in Associazione Sportiva Dilettantistica Turris Calcio, eliminando dunque il prefisso "A.P." (Associazione Polisportiva) ereditato dall'acquisizione del titolo sportivo del Miano avvenuta nel 2014.
Dalla stagione 2017-2018 la squadra è gestita dal presidente Antonio Colantonio, obiettivo la riconquista dei professionisti in 3 anni. La prima stagione fu abbastanza sofferta, tanto che la Turris si salvò solamente ai play-out contro l'Aversa Normanna.
Nella stagione seguente la Turris vince i playoff del proprio girone (battendo in semifinale il Castrovillari e in finale il Marsala) e chiudendo al secondo posto il girone I dietro al Bari vincitore del campionato, dopo un duello avvincente durato tutta la stagione. Da segnalare la vittoria contro i pugliesi per 1-0 in casa del 2 Febbraio 2019 con circa 5000 spettatori a seguire il match al "Liguori" ritornò il pubblico delle grandi occasioni come ai tempi del professionismo.
Nella stagione 2019-2020 dopo una campagna di rafforzamento del già collaudato gruppo dell'anno precedente, si punta alla definitiva conquista della Serie C. Dopo la disputa della 26ª giornata di campionato, il 1º marzo 2020, quando la Turris era prima nel proprio girone, il campionato viene sospeso per la pandemia di COVID-19.  Il 20 maggio 2020 la FIGC ha deliberato l'interruzione definitiva del campionato. Successivamente, l'8 giugno, la FIGC ratifica la promozione in Serie C delle prime classificate dei nove gironi di Serie D, decretando, così, il ritorno della squadra corallina tra i professionisti dopo 19 anni e il raggiungimento del terzo livello calcistico italiano dopo 22 anni di assenza.
Col ritorno fra i professionisti, l'associazione si trasforma in una società di capitali assumendo la denominazione di Società Sportiva Turris Calcio S.r.l..
Alla prima stagione in Serie C dopo 22 anni di assenza, la Turris arriva quattordicesima, riuscendo ad evitare il pericolo play out, Nel 2021-22 la Turris si rinforzò con una campagna acquisti degna di nota acquistando calciatori del calibro di Perina, Santaniello e Leonetti, la Turris nonostante un girone di ritorno dove è andata in evidente difficoltà, riesce ad arrivare all'ottava posizione e a qualificarsi per i play-off, poi persi al primo turno contro il Foggia per 2-0.
La stagione 2022-2023 inizia in modo positivo per la compagine corallina, con 10 punti nelle prime 4 partite. La stagione però risulterà essere estremamente complicata, con l’esonero prima di Padalino e poi Di Michele, con la Turris che a gennaio naviga nelle zone basse della classifica. Con l’avvento di Mister Fontana, la Turris cambia volto e diventa di nuovo una squadra combattiva e feroce, che nel girone di ritorno, grazie a delle vittorie pesanti (5 nelle ultime 6 partite in casa) e soprattutto con la vittoria pesantissima ad Avellino per 0-1, riesce a salvarsi con una giornata d’anticipo chiudendo al 15º posto.
La stagione 2023-2024 si conferma travagliata come quella precedente. Allo stesso modo, la Turris conquista 10 punti nelle prime 4 partite, attestandosi in vetta alla classifica, ma poi ritorna nei bassifondi della classifica nel corso del girone d'andata.
Nonostante un deludente girone d'andata, con l'arrivo dell'esperto allenatore Leonardo Menichini a fine gennaio, si riuscirà a compiere l'impresa di salvare la squadra corallina all'ultima giornata, chiudendo anche quest'altra annata al 15º posto, senza disputare i play-out.
Dopo la salvezza inizia una trattativa tra il socio di maggioranza Colantonio Antonio con il socio di minoranza Vincenzo D'Oriano per la cessione delle quote a quest'ultimo. La trattativa si interrompe improvvisamente il 29/05/2024.
Nella stagione 2024-2025 la squadra viene iscritta al campionato di serie C con la fidejussione di euro 350.000,00, rilasciata dalla Banca di Credito Popolare di Torre del Greco, e garantita dai fratelli Antonio e Giuseppe Colantonio in data 04/06/2024.
La squadra nella prima parte di stagione stazionava nella zona play-out ma poi i problemi societari l'hanno fatta scivolare al penultimo posto, passando dalla guida tecnica di Mirko Conte a quella di Forziati e infine ad Andrea Juliano. Da gennaio, la rosa venne sfoltita per abbassare il livello degli ingaggi.
La stagione 2024/2025 è viziata da molti problemi economici che portano il non rispetto di tutte le scadenze federali, prima la situazione della fidejussione integrativa per il monte ingaggi eccedente il milione di euro, poi delle scadenze per il pagamento di emolumenti e ritenute Irpef ed Inps del 16 ottobre e del 16 dicembre 2024, collezionando così 11 punti di penalizzazione. 
Il 12 marzo 2025 il T.F.N. la esclude dal campionato e dichiarata fallita. Il 23 luglio 2025, dopo alcune voci sull'iscrizione, nonostante il permesso della Federazione Italiana Giuoco Calcio e di un versamento di 100 mila euro per l'iscrizione, dopo non aver trovato nessun acquirente, il titolo viene restituito alla FIGC, con temporanea scomparsa della Turris dal calcio, sia dilettantistico che professionistico. 

## Colori e simboli

### Colori

Formazione torrese della stagione 1968-1969 nella classica maglia casalinga rosso corallo

Il colore ufficiale della Turris è il rosso corallo, di cui si compone la prima maglia mentre la seconda è bianca. 

### Simboli ufficiali

#### Stemma
Il simbolo ufficiale è una T di colore rosso, presente all'interno dello stemma della squadra che va a formare il disegno di una torre, presente anche nello stemma di Torre del Greco.

## Strutture

### Stadio
La Turris disputa a le sue partite interne presso lo stadio Amerigo Liguori di Torre del Greco, inaugurato il 12 novembre 1950 in occasione dell'incontro Turris - Bagnolese 1-0 e successivamente intitolato Amerigo Liguori nel 1952.
In precedenza le gare casalinghe si giocavano al Campo Fienga in zona Sant'Antonio.
L'impianto presentava le seguenti caratteristiche:
- Posti totali: 3.566[29]
- Larghezza campo: 68,00 m
- Lunghezza campo: 110,00 m
- Fondo: Erba sintetica

## Società

### Sponsor
| Cronologia degli sponsor tecnici - 1991-1992 Ennedue - 1992-1993 Gimer - 1993-1994 ABM - 1994-1996 Erreà - 1997-1998 Degi - 1998-2000 Royal - 2001-2005 Legea - 2006-2007 Zeus - 2007-2008 Umbro - 2008-2009 Legea - 2009-2011 Givova - 2012-2016 Zeus - 2017-2018 Givova - 2018-2019 DGA - 2019-2020 Fly Line - 2020-2022 EYE Sport - 2023-2025 Legea | Cronologia degli sponsor ufficiali - 1991-2002 Comune di Torre del Greco - 2003-2004 Sanitalia - 2004-2005 Feebo Steel - 2005-2006 Bingo Poseidon - 2006-2007 Group Cirillo - 2007-2008 Ristorante Poseidon - 2008-2010 Urbania Multiservizi - 2010-2011 Consorzio Urbania - 2011-2012 Urbania Multiservizi - 2012-2014 Re Bingo - 2014-2015 BB Tecnogallery - 2015-2016 Bingo Poseidon - 2016-2017 Onorato Armatori - 2017-2018 Meridionale alluminio - 2018-2024 MA/Colma - 2024-2025 EUKON |

## Allenatori e presidenti
Di seguito la lista degli allenatori e dei presidenti della Turris
- 1945-1946  Giovanni Del Gatto e  Pasquale Suarato
- 1946-1949  Renato Vignolini
- 1949-1951  Giacomo Busiello
- 1951-1952  Giacomo Busiello
 Petar Manola
- 1952-1953  Arnaldo Sentimenti
- 1953-1954  Domenico De Nicola
 Petar Manola
- 1954-1955  Petar Manola
 Renato Vignolini
- 1955-1956  Renato Vignolini
 Catello Carubbi
- 1956-1958  Catello Carubbi
- 1958-1959  Silverio Tricoli
 Catello Carubbi
- 1959-1960  Giacomo Busiello
 Giuseppe Schiano
- 1960-1961  Aldo Querci
- 1961-1962  G. Ciaccio 
 Antonio Valese
 Carlo Bocca
 Catello Carubbi
- 1962-1963  Petar Manola
- 1963-1964  Aldo Querci
- 1964-1965  Domenico De Nicola
- 1965-1966  U. Pepe 
 Bruno Gianolli
- 1966-1967  Egidio Di Costanzo
 Bruno Gianolli
- 1967-1969  Sergio Morselli
- 1969-1970  Ruggero Salar
- 1970-1972  Maurizio Bruno
- 1972-1973  Giacomo Losi
- 1973-1974  Benigno De Grandi
 Gaetano Improta
- 1974-1975  Maurizio Bruno
- 1975-1977  Ezio Volpi
- 1977-1978  Ulderico Sacchella
- 1978-1979  Nicola Chiricallo
 Giulio Lopez
- 1979-1980  Cané
- 1980-1981  Cané
 Dante Fortini
 Cané
- 1981-1982  Angelo Mammì
 Portelli
 Mario Zurlini
- 1982-1983  Nicola D'Alessio Monte
 Giancarlo Ansaloni
- 1983-1984  Alfredo Ballarò
- 1984-1985  Mario Zurlini
- 1985-1986  Piero Cucchi
 Mario Schettino
- 1986-1987  Benito Montalto 
 Corrado Viciani
- 1987-1988  Franco Villa
- 1988-1989  Amarildo
- 1989-1990  Amarildo
 Francesco Fabiano
- 1990-1991  Alberto Pizzi 
 Corrado Viciani
- 1991-1992  Franco Villa
- 1992-1993  Mario Schettino
- 1993-1994  Antonio Merolla
- 1994-1995  Antonio Merolla 
 Pasquale Santosuosso
 Salvatore Di Somma
- 1995-1996  Antonio Merolla 
 Giancarlo Ansaloni
 Salvatore Di Somma
 Antonio Merolla
- 1996-1997  Salvatore Esposito
- 1997-1998  Gabriele Geretto
- 1998-1999  Ferdinando Rossi
 Salvatore Esposito
- 1999-2000  Alfredo Ballarò 
 Adriano Lombardi
- 2000-2001  Ernesto Apuzzo
 Adriano Lombardi
 Ernesto Apuzzo
- 2001-2002  Pasquale Ussia 
 Vincenzo Strino
 Giovanni Formicola
 Antonio Raiola
- 2002-2003  Antonio Raiola
- 2003-2004  Francesco Massaro
- 2004-2005  Francesco Massaro 
 Domenico Gargiulo[31]
- 2005-2006  Carmelo Miceli
 Giuseppe La Scala[32]
- 2006-2007  Antonio Merolla 
 Giuseppe La Scala[33]
- 2007-2008  Giuseppe La Scala 
 Antonio Merolla
 Alberto Urban[34]
- 2008-2009  Sergio La Cava
- 2009-2010  Emilio Longo
 Bruno Mandragora
- 2010-2011  Mario Di Nola 
 Bruno Mandragora
- 2011-2012  Stefano Liquidato
- 2012-2013  Francesco Fabiano
- 2013-2014  Ezio Castellucci 
 Andrea Pensabene
- 2014-2015  Pasquale Santosuosso
- 2015-2016  Alfonso Pepe (precamp.)
 Vincenzo Di Maio (1ª-14ª)
 Giovanni Baratto (15ª-34ª)
- 2016-2017  Giovanni Baratto (1ª-5ª)
 Domenico Giacomarro (6ª-10ª)
 Giovanni Baratto (11ª-34ª)
- 2017-2018  Roberto Carannante (1ª-14ª)
 Vincenzo Potenza (15ª-16ª)
 Roberto Carannante (17ª-34ª e play-out)
- 2018-2019  Teore Grimaldi (1ª-3ª)
 Francesco Fabiano (4ª-34ª e play-off)
- 2019-2020  Francesco Fabiano
- 2020-2021  Francesco Fabiano (1ª-26ª)
 Bruno Caneo (27ª-38ª)
- 2021-2022  Bruno Caneo
- 2022-2023  Massimiliano Canzi (precamp.)
 Pasquale Padalino (1ª-10ª)
 David Di Michele (11ª-20ª)
 Gaetano Fontana (21ª-38ª)
- 2023-2024  Bruno Caneo (1ª-22ª)
 Leonardo Menichini (23ª-38ª)
- 2024-2025  Mirko Conte (1ª-19ª)
 Ezio Forziati (20ª-25ª)
 Andrea Juliano (26ª-30ª)

- 1944-1951  Amerigo Liguori
- 1951-1955  Giovanni Apa
- 1955-1958  Francesco Ausiello
- 1958-1959  Renato Auciello
- 1959-1960  Vincenzo Morelli
- 1960-1965  Gennaro Serio
- 1965-1967  Mario Ruggiero
- 1967-1970  Gianni Di Maio
- 1970-1979  Salvatorino Gaglione
- 1979-1980  Michele Lo Muto
- 1980-1982  Michele Di Luca
- 1982-1983  Enzo Laberinto
- 1983-1984  Salvatore Beffi 
 Aniello Savastano
- 1984-1985  Gaetano Battiloro 
 Enzo Laberinto
- 1986-1988  Onofrio Palomba (Amministratore unico) e  Francesco Coscia (onorario)
- 1988-1991  Mario Vecchietti
- 1991-1992  Giovanni Vecchietti
- 1992-1993  Francesco Vecchietti (Amministratore unico)
- 1993-1994  Giovanni Smimmero e  Francesco Coscia (onorario)
- 1994-1995  Leopoldo Palomba
- 1995-1997  Giovanni Palomba
- 1997-1999  Gennaro Acampora
- 1999-2001  Giuseppe Sasso
- 2001-2003  Mimmo Pesce
- 2003-2004  Rosario Gaglione
- 2004-2005  Francesco Di Ruocco[31]
- 2005-2006  Giovanni Maraniello[32]
- 2006-2008  Gennaro Cirillo[33][34]
- 2008  Massimo Perna
- 2008-2012  Rosario Gaglione[35][36]
- 2012-2014  Mario Moxedano e  Antonio Esposito[37]
- 2014-2017  Giuseppe Giugliano
- 2017-2024  Antonio Colantonio

## Palmarès

### Competizioni nazionali
- Coppa Italia Serie D: 1

2012-2013

### Competizioni interregionali
- Serie D: 2

1970-1971 (girone G), 2019-2020 (girone G)
- Promozione: 1

1950-1951 (girone M)

### Competizioni regionali
- Eccellenza: 1

2014-2015 (girone A)
- Prima Categoria: 2

1960-1961 (girone B), 1965-1966 (girone B)
- Prima Divisione: 1

1945-1946 (girone A Campania)

### Altri piazzamenti
- Serie C:

Secondo posto: 1946-1947 (girone A della Lega Interregionale Sud)
Terzo posto: 1972-1973 (girone C)
- Serie C2:

Terzo posto: 1993-1994 (girone C), 1996-1997 (girone C)
- Serie D:

Secondo posto: 1968-1969 (girone G), 1969-1970 (girone G), 2012-2013 (girone G), 2018-2019 (girone I)

## Statistiche e record

### Partecipazioni ai campionati
| Livello | Categoria  | Partecipazioni | Debutto   | Ultima stagione | Totale |
| ------- | ---------- | -------------- | --------- | --------------- | ------ |
| 3º      | Serie C    | 14             | 1946-1947 | 2024-2025       | 20     |
| 3º      | Serie C1   | 6              | 1978-1979 | 1997-1998       | 20     |
| 4º      | Promozione | 4              | 1948-1949 | 1951-1952       | 34     |
| 4º      | IV Serie   | 4              | 1952-1953 | 1955-1956       | 34     |
| 4º      | Serie D    | 9              | 1967-1968 | 2019-2020       | 34     |
| 4º      | Serie C2   | 17             | 1981-1982 | 2000-2001       | 34     |
| 5º      | Serie D    | 11             | 2001-2002 | 2013-2014       | 11     |

In 57 stagioni sportive dall'esordio a livello nazionale in Serie C, compresi 17 tornei di Serie C2.

## Organico

### Rosa 2024-2025
Aggiornata al 4 febbraio 2025.
| N. |                      | Ruolo | Calciatore               |
| -- | -------------------- | ----- | ------------------------ |
| 1  | Italia (bandiera)    | P     | Simone Iuliano           |
| 4  | Italia (bandiera)    | C     | Fabio Castellano         |
| 7  | Svezia (bandiera)    | A     | Emmanuel Tannor          |
| 8  | Italia (bandiera)    | C     | Biagio Morrone           |
| 9  | Italia (bandiera)    | A     | Antonio Solmonte         |
| 10 | Italia (bandiera)    | A     | Luca Giannone (capitano) |
| 11 | Australia (bandiera) | A     | Carlo Armiento           |
| 12 | Italia (bandiera)    | P     | Mattia Suppa             |
| 15 | Senegal (bandiera)   | D     | Maissa Ndiaye            |
| 17 | Italia (bandiera)    | A     | Luca Nocerino            |
| 18 | Italia (bandiera)    | C     | Danilo Cavallaro         |

| N. |                    | Ruolo | Calciatore        |
| -- | ------------------ | ----- | ----------------- |
| 20 | Italia (bandiera)  | C     | Angelo Giglio     |
| 22 | Italia (bandiera)  | P     | Mattia Fallani    |
| 25 | Italia (bandiera)  | C     | Pasquale Pisacane |
| 27 | Italia (bandiera)  | D     | Mattia Porro      |
| 29 | Italia (bandiera)  | A     | Marcello Trotta   |
| 30 | Italia (bandiera)  | D     | Francesco Desiato |
| 31 | Italia (bandiera)  | C     | Bruno Sabatino    |
| 33 | Italia (bandiera)  | C     | Pasquale Garofolo |
| 45 | Italia (bandiera)  | D     | Carmine Imparato  |
| 66 | Francia (bandiera) | D     | Jordan Boli       |
| 99 | Italia (bandiera)  | C     | Samuel Pugliese   |

### Staff tecnico
aggiornato al 4 feb.2025
- Andrea Juliano - Allenatore
- Ezio Forziati - Allenatore in seconda
- Lorenzo Salvatore - Collaboratore tecnico
- Emanuele Maggiani - Preparatore dei portieri
- Luigi Garofalo - Preparatore atletico
- Alessandro Borriello - Match analyst
- Dott. Ausiello - Responsabile sanitario
- Fernando Misuraca - Medico sociale
- Gennaro Esposito - Medico ortopedico
- Luigi Ferrara - Fisioterapista
- Giovanni Montella - Magazziniere

## Tifoseria
La tifoseria corallina era una delle più importanti in Campania, nonché una delle più seguite. La tifoseria organizzata che si divide in diversi gruppi rendeva il Liguori un vero e proprio inferno, per via delle vicinanza del settore al terreno di gioco. I gruppi al seguito della Turris erano: Torre del Greco, Zona Rossa, Cattive Compagnie e  Hijos de Barrios.

### Gemellaggi e rivalità

Tifosi corallini durante un derby casalingo col Savoia nel 1994

La tifoseria della Turris è stata gemellata con quella della Nocerina dalla stagione di Serie D 2008-2009. Il rapporto è stato interrotto nel 2025 attraverso un comunicato del gruppo "Torre del Greco". Il patto di fratellanza tra i tifosi corallini e i sostenitori molossi, che ormai durava ufficiosamente da anni, è stato favorito dalla comune rivalità nei confronti del Savoia, squadra campana di Torre Annunziata.
Oltre alle forti simpatie con i tifosi del Portici e del Potenza, negli anni di militanza nella terza serie nazionale nacquero buoni rapporti anche con la tifoseria della Salernitana andati a scemare proprio a causa del gemellaggio tra i corallini e i nocerini, rivali storici dei salernitani.
In passato è esistito anche un gemellaggio con i supporters del Trapani, sciolto da parte dei corallini nel 2017 in seguito ad uno scontro tra gli ultras trapanesi e quelli del Lecce durante il quale i siciliani si sono lasciati sottrarre dai salentini un vessillo recante il nome della Città di Torre del Greco.
Inoltre, è esistito un sentito gemellaggio con i tifosi del Latina, risalente alla fine degli anni '80, dissoltosi col passare del tempo a causa della mancanza di occasioni di incontro fra le due squadre. Nondimeno, alla tifoseria corallina non andò giù il fatto che, nell'ultimo incontro di campionato del 2002 tra Turris e Latina sul campo neutro di Bojano, i latinensi non ricambiarono la visita dei corallini dell'andata disertando la trasferta.
C'era inoltre un rapporto di rispetto con gli ultras del Monopoli, dopo gli ultimi incontri.
Il derby più sentito dalla tifoseria corallina era sicuramente quello che vedeva a confronto la squadra di Torre del Greco ed il Savoia, nel cosiddetto Derby delle due Torri (ossia Torre del Greco e Torre Annunziata).
Un altro derby molto importante per i corallini era quello contro la Juve Stabia.
Altri incontri regionali di una discreta rilevanza per i sostenitori della Turris erano quelli che ponevano la loro squadra a confronto con Benevento, Ischia, Cavese, Paganese, Sorrento e Battipagliese Ercolanese 1924 .
Altre rivalità rilevanti erano con le tifoserie di Matera, nata dopo pesanti scontri avvenuti in un incontro del campionato di Serie C2 1981-1982 ed Ebolitana.